# Cantó de Sainte-Rose-2
El cantó de Sainte-Rose-2 és una divisió administrativa francesa situat al departament de Guadalupe a la regió de Guadalupe.

## Composició
El cantó comprèn les comunes: 
- Sainte-Rose, fracció de comuna
- Deshaies: 4 043 habitants

## Administració
| Període                                  | Identitat     | Partit | Qualitat |
| ---------------------------------------- | ------------- | ------ | -------- |
| 2001-2008                                | Jeanny Marc   | GUSR   |          |
| 2008-2014                                | Max Mathiasin | FGPS   |          |
| Les dades anteriors no són pas conegudes |               |        |          |